# Episodi di Unprisoned (prima stagione)
La prima stagione della serie televisiva Unprisoned, composta da 8 episodi, è stata pubblicata interamente negli Stati Uniti d'America sul servizio di streaming on-demand Hulu il 10 marzo 2023.
In Italia la stagione è stata pubblicata in contemporanea con gli Stati Uniti su Disney+.
| nº | Titolo originale              | Titolo italiano             | Pubblicazione |
| -- | ----------------------------- | --------------------------- | ------------- |
| 1  | Repetition Compulsion         | Il ritorno del passato      | 10 marzo 2023 |
| 2  | How to Be a Main Bitch        | Amare verità                | 10 marzo 2023 |
| 3  | Are you My Mother Wound?      | Le difficoltà del perdono   | 10 marzo 2023 |
| 4  | In Dad We Distrust            | Una questione di fiducia    | 10 marzo 2023 |
| 5  | F**k Normal                   | Normalità                   | 10 marzo 2023 |
| 6  | Nigrescence                   | L'ombra del passato         | 10 marzo 2023 |
| 7  | Unavailably Available         | La scelta                   | 10 marzo 2023 |
| 8  | It's About Who You Want to Be | Chi vogliamo essere davvero | 10 marzo 2023 |